# Denny Island (Monmouthshire)
Denny Island ist eine Insel in der Mündung des Severn. Die Insel gehört zu Monmouthshire in Wales. Das südliche Ende der mit Büschen bewachsene Felseninsel ist die Grenze zwischen Wales und England und bildet die nordwestliche Grenze der Stadt Bristol im Severn.
Die Insel liegt etwa 4,5 km nördlich von Portishead und damit auf halber Strecke zwischen Redwick in Wales und Avonmouth in England. Die Sandbank Welsh Grounds umgibt die Insel, deren Umgebung von den Gezeiten stark verändert wird. Der Tidenhub im Bristol Channel und dem Ästuar des Severn gehört mit bis zu 13,7 m zu den höchsten der Welt. Möwen, Kormorane und andere Seevögel nisten auf der Insel.
Die Insel liegt in der Denny Island Bruchzone, die Teil der Avon-Solent Bruchzone ist.

## Geschichte
Denny Island wird 1373 zuerst als Dunye in der Gründungsurkundes des Countys Bristol erwähnt. Dies legt nahe, dass der Name aus der Altenglischen Sprache kommt und ‚Insel in der Form eines runden Hügels‘ bedeutet.
2004 scheiterte der Antrag auf die Entfernung der Insel aus einem Kartenverzeichnis des öffentlichen Landes entsprechend dem Countryside and Rights of Way Act 2000.
Im Januar 2012 verbrachten zwei Männer fünf Tage auf der Insel, die sie die meiste Zeit unter ihrem umgedrehten Dingi saßen, um Aufmerksamkeit zu erregen und Geld für eine Grundschule und ein Kinderhospiz zu sammeln.